# Diccionario enciclopédico galego universal
El Diccionario enciclopédico galego universal (DEGU) es una obra enciclopédica alfabética, editada en gallego, en el año 2003.

## Descripción
Hecha por Ir Indo Ediciones para La Voz de Galicia, los sesenta volúmenes se distribuyeron con los ejemplares de los martes y jueves del periódico, desde lo 14 de septiembre de 2003, en que comenzó con una tirada de 80.000 ejemplares.
El DEGU, que comparte en gran medida contenidos con la Enciclopedia Galega Universal, incluye, entre otra información, entradas de todas las parroquias, comarcas, villas y ciudades de Galicia, las poblaciones españolas de más de 1.500 habitantes, ciudades europeas de más de 50.000 habitantes y poblaciones de más de 100.000 habitantes del resto del mundo.
En la última página (128 del tomo "60 vot~zw") incluye una fe de erratas.

### Otros artículos
- Enciclopedia Galega Universal

- Datos: Q20548690